# Breuvery-sur-Coole
Breuvery-sur-Coole ist eine französische Gemeinde mit 210 Einwohnern (Stand: 1. Januar 2022) im Département Marne in der Region Grand Est (bis 2015 Champagne-Ardenne). Die Gemeinde gehört zum Arrondissement Châlons-en-Champagne und zum 2013 gegründeten Gemeindeverband La Moivre à la Coole. Die Bewohner werden Breuvetiots genannt.

## Geografie
Breuvery-sur-Coole liegt elf Kilometer südlich von Châlons-en-Champagne und etwa 52 Kilometer südöstlich von Reims an der Coole, einem Nebenfluss der Marne in der Champagne sèche, der „trockenen Champagne“. Umgeben wird Breuvery-sur-Coole von den Nachbargemeinden Nuisement-sur-Coole im Norden und Westen, Écury-sur-Coole im Nordosten, Saint-Quentin-sur-Coole im Osten, Bussy-Lettrée im Süden, Vatry im Südwesten sowie Soudron im Westen und Südwesten.

## Bevölkerungsentwicklung
| Jahr                       | 1962 | 1968 | 1975 | 1982 | 1990 | 1999 | 2006 | 2011 | 2018 |
| Einwohner                  | 106  | 87   | 76   | 150  | 188  | 200  | 204  | 208  | 217  |
| Quellen: Cassini und INSEE |      |      |      |      |      |      |      |      |      |

## Sehenswürdigkeiten
- Nekropole aus der La Tène-Zeit
- Kirche La Nativité-de-la-Sainte-Vierge

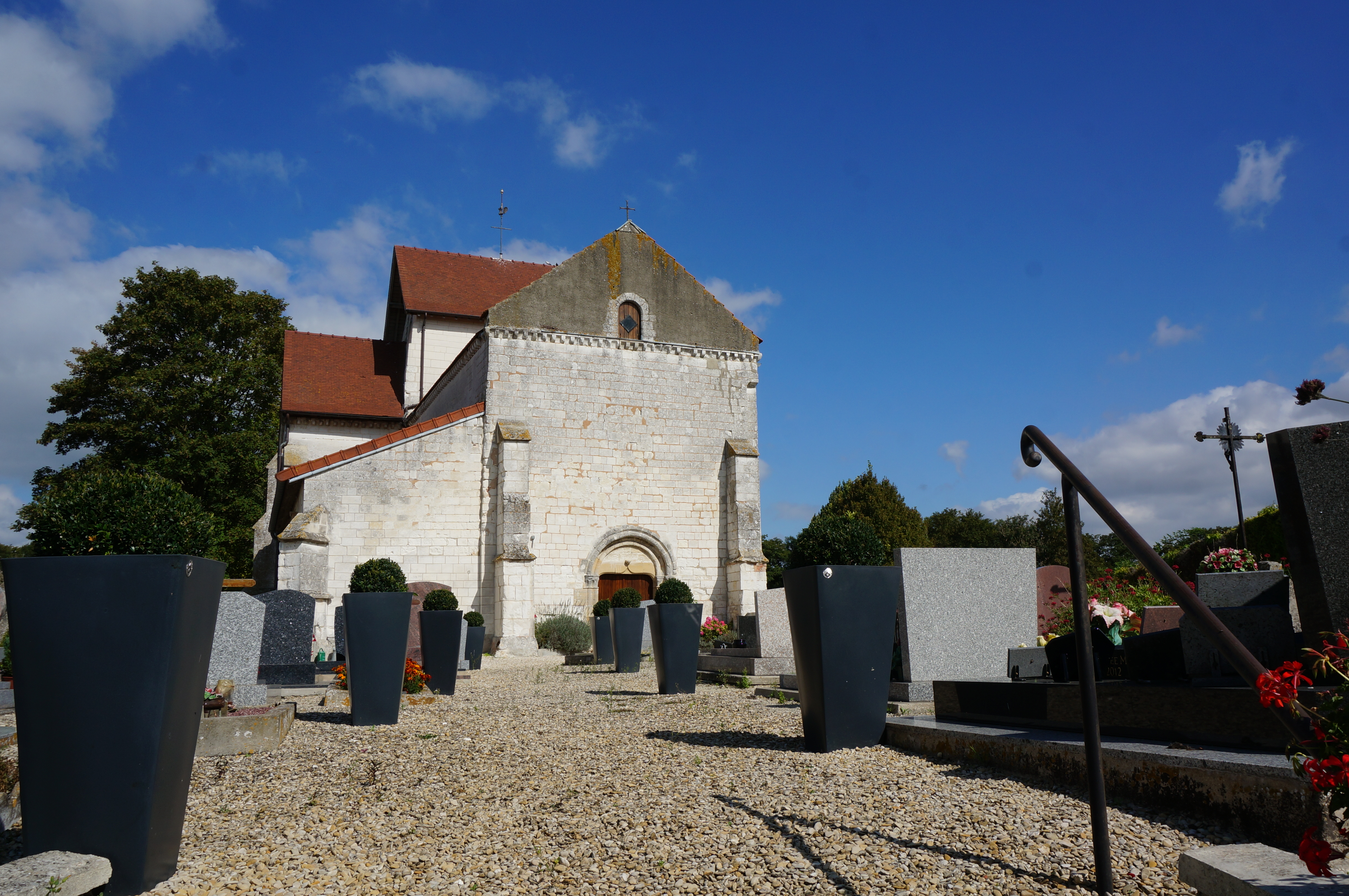
Kirche la Nativité-de-la-Sainte-Vierge

## Persönlichkeiten
- Narcisse Brunette (1808–1895), Architekt

## Belege
1. ↑  Breuvery-sur-Coole auf cassini.ehess.fr
2. ↑  Breuvery-sur-Coole auf insee.fr